# فری (سیگار)
فری  (به انگلیسی: Free) یک برند سیگار ایجاد شده در برزیل است؛ مالک فعلی این برند بریتیش امریکن توباکو است. این برند در سال ۱۹۸۴ پایه‌گذاری گردید.
تولید سیگارهای این برند از سال ۲۰۱۶ متوقف شده‌است.